# Elatostema greenwoodii
Elatostema greenwoodii är en nässelväxtart som beskrevs av Albert Charles Smith. Elatostema greenwoodii ingår i släktet Elatostema och familjen nässelväxter. Inga underarter finns listade i Catalogue of Life.